# Curtain Call: The Hits
| Đánh giá chuyên môn  | Đánh giá chuyên môn |
| Nguồn đánh giá       | Nguồn đánh giá      |
| Nguồn                | Đánh giá            |
| -------------------- | ------------------- |
| AllMusic             | [ 1 ]               |
| Entertainment Weekly | A−                  |
| Pitchfork Media      | (7/10)              |
| IGN                  | (7/10)              |
| NME                  | (8/10)              |
| Sputnikmusic         | [ 7 ]               |
| Uncut                |                     |
| Rolling Stone        | [ 8 ]               |

Curtain Call: The Hits là album tổng hợp đầu tiên của rapper người Mỹ Eminem.Album đuọwc phát hành ngày 6 tháng 12 năm 2005, bởi hãng đĩa Aftermath Entertainment của Dr. Dre và Shady Records của Eminem. Album tông hợp hầu hết các đĩa đơn nổi tiếng nhất của Eminem, cũng như bốn bài hát mới, trong đó có bản trực tiếp bài hát "Stan", hợp tác với English singer and songwriter Elton John from the 43rd Grammy Awards, và các track mới "Fack", "When I'm Gone" và "Shake That" hợp tác với Nate Dogg.
Album được chứng nhận bạch kim ba lần tại Hoa Kỳ, Úc và Anh Quốc, bốn đĩa bạch kim tại New Zealand.

## Danh sách bài hát
| Phiên bản gốc | Phiên bản gốc                                                                           | Phiên bản gốc                                                        | Phiên bản gốc               | Phiên bản gốc |
| STT           | Nhan đề                                                                                 | Sáng tác                                                             | Sản xuất                    | Thời lượng    |
| ------------- | --------------------------------------------------------------------------------------- | -------------------------------------------------------------------- | --------------------------- | ------------- |
| 1.            | "Intro (Curtain Call)" (skit, không có trong bản clean) (chưa được phát hành trước đây) |                                                                      |                             | 0:34          |
| 2.            | "Fack" (không có trong bản clean) (chưa được phát hành trước đây)                       | Marshall Mathers, Luis Resto, Steve King                             | Eminem, Resto (phụ)         | 3:26          |
| 3.            | "The Way I Am" (từ album The Marshall Mathers LP)                                       | Mathers                                                              | Eminem                      | 4:50          |
| 4.            | "My Name Is" (từ album The Slim Shady LP)                                               | Mathers, Andre Young                                                 | Dr. Dre                     | 4:27          |
| 5.            | "Stan" (hợp tác với Dido) (từ album The Marshall Mathers LP)                            | Mathers, Dido Armstrong, Paul Herman                                 | The 45 King, Eminem         | 6:44          |
| 6.            | "Lose Yourself" (từ album 8 Mile)                                                       | Mathers, Jeff Bass, Resto                                            | Eminem, Bass (phụ)          | 5:26          |
| 7.            | "Shake That" (hợp tác với Nate Dogg) (chưa được phát hành trước đây)                    | Mathers, Resto, King, Nathaniel Hale                                 | Eminem, Resto (phụ)         | 4:33          |
| 8.            | "Sing for the Moment" (từ album The Eminem Show)                                        | Steven Tyler, Mathers, Bass, Resto, King                             | Eminem, Bass                | 5:40          |
| 9.            | "Without Me" (từ album The Eminem Show)                                                 | Mathers, Kevin Bell, Bass, Malcolm McLaren, Anne Dudley, Trevor Horn | Eminem, Bass, DJ Head (phụ) | 4:50          |
| 10.           | "Like Toy Soldiers" (từ album Encore)                                                   | Mathers, Resto, Marta Dawson, Michael Jay Margules                   | Eminem, Resto (phụ)         | 4:56          |
| 11.           | "The Real Slim Shady" (từ album The Marshall Mathers LP)                                | Mathers, Young, Elizondo, Coster                                     | Dr. Dre                     | 4:44          |
| 12.           | "Mockingbird" (từ album Encore)                                                         | Mathers, Resto                                                       | Eminem, Resto (phụ)         | 4:11          |
| 13.           | "Guilty Conscience" (hợp tác với Dr. Dre) (từ album The Slim Shady LP)                  | Mathers, Young                                                       | Dr. Dre, Eminem             | 3:19          |
| 14.           | "Cleanin' Out My Closet" (từ album The Eminem Show)                                     | Mathers, Bass                                                        | Eminem, Bass                | 4:57          |
| 15.           | "Just Lose It" (từ album Encore)                                                        | Mathers, Young, Elizondo, Mark Batson, Chris Pope                    | Dr. Dre, Elizondo           | 4:09          |
| 16.           | "When I'm Gone" (Outro) (chưa được phát hành trước đây)                                 | Eminem, Resto                                                        | Eminem, Resto (phụ)         | 4:41          |
| 17.           | "Stan (Live)" (hợp tác với Elton John) (chưa được phát hành trước đây, bonus track)     | Mathers, Armstrong, Herman                                           | The Recording Academy       | 6:20          |

| Bản clean | Bản clean                                                                           | Bản clean                                                            | Bản clean                   | Bản clean  |
| STT       | Nhan đề                                                                             | Sáng tác                                                             | Sản xuất                    | Thời lượng |
| --------- | ----------------------------------------------------------------------------------- | -------------------------------------------------------------------- | --------------------------- | ---------- |
| 1.        | "My Name Is"                                                                        | Mathers                                                              | Eminem                      | 4:27       |
| 2.        | "The Way I Am"                                                                      | Mathers, Andre Young                                                 | Dr. Dre                     | 4:50       |
| 3.        | "Stan" (hợp tác với Dido)                                                           | Mathers, Dido Armstrong, Paul Herman                                 | The 45 King, Eminem         | 6:44       |
| 4.        | "Lose Yourself"                                                                     | Mathers, Jeff Bass, Resto                                            | Eminem, Bass (phụ)          | 5:26       |
| 5.        | "Shake That" (hợp tác với Nate Dogg) (chưa được phát hành trước đây)                | Mathers, Resto, King, Nathaniel Hale                                 | Eminem, Resto (phụ)         | 4:33       |
| 6.        | "Sing for the Moment"                                                               | Steven Tyler, Mathers, Bass, Resto, King                             | Eminem, Bass                | 5:40       |
| 7.        | "Without Me"                                                                        | Mathers, Kevin Bell, Bass, Malcolm McLaren, Anne Dudley, Trevor Horn | Eminem, Bass, DJ Head (phụ) | 4:50       |
| 8.        | "Like Toy Soldiers"                                                                 | Mathers, Resto, Marta Dawson, Michael Jay Margules                   | Eminem, Resto (phụ)         | 4:56       |
| 9.        | "The Real Slim Shady"                                                               | Mathers, Young, Elizondo, Coster                                     | Dr. Dre                     | 4:44       |
| 10.       | "Mockingbird"                                                                       | Mathers, Resto                                                       | Eminem, Resto (phụ)         | 4:11       |
| 11.       | "Guilty Conscience" (hợp tác với Dr. Dre)                                           | Mathers, Young                                                       | Dr. Dre, Eminem             | 3:19       |
| 12.       | "Cleanin' Out My Closet"                                                            | Mathers, Bass                                                        | Eminem, Bass                | 4:57       |
| 13.       | "Just Lose It"                                                                      | Mathers, Young, Elizondo, Mark Batson, Chris Pope                    | Dr. Dre, Elizondo           | 4:09       |
| 14.       | "When I'm Gone" (Outro) (chưa được phát hành trước đây)                             | Eminem, Resto                                                        | Eminem, Resto (phụ)         | 4:41       |
| 15.       | "Stan (Live)" (hợp tác với Elton John) (chưa được phát hành trước đây, bonus track) | Mathers, Armstrong, Herman                                           | The Recording Academy       | 6:20       |

| Stan's Mixtape: Deluxe Edition Bonus Disc | Stan's Mixtape: Deluxe Edition Bonus Disc              | Stan's Mixtape: Deluxe Edition Bonus Disc | Stan's Mixtape: Deluxe Edition Bonus Disc |
| STT                                       | Nhan đề                                                | Sản xuất                                  | Thời lượng                                |
| ----------------------------------------- | ------------------------------------------------------ | ----------------------------------------- | ----------------------------------------- |
| 1.                                        | "Dead Wrong" (The Notorious B.I.G. hợp tác với Eminem) | Chucky Thompson, Mario Winans & Diddy     | 4:59                                      |
| 2.                                        | "Role Model"                                           | Dr. Dre & Mel-Man                         | 3:26                                      |
| 3.                                        | "Kill You"                                             | Dr. Dre & Mel-Man                         | 4:26                                      |
| 4.                                        | "Shit on You" (D12)                                    | DJ Head; Eminem sản xuất phụ              | 5:29                                      |
| 5.                                        | "Criminal"                                             | F.B.T & Eminem                            | 5:14                                      |
| 6.                                        | "Renegade" (Jay-Z hợp tác với Eminem)                  | Eminem                                    | 5:37                                      |
| 7.                                        | "Just Don't Give a Fuck"                               | Marky & Jeff Bass; Eminem sản xuất phụ    | 4:02                                      |